# Buč Veli
Koordinati:   43°52′46″N, 15°14′13″E
Buč Veli je nenaseljen otoček v Jadranskem morju, ki pripada Hrvaški.
Buč Veli leži v prelivu Vela Proversa med Katino in Kornatom, od katerega je oddaljen okoli 0,2 km. Površina otočka meri je 0,107 km², dolžina obalnega pasu je 1,49 km. Najvišji vrh je visok 42 mnm.